# Proyecto de departamentización del Gran Chaco
El Proyecto de departamentización del Gran Chaco es un proyecto de crear un nuevo departamento en Bolivia, denominado departamento del Chaco Boliviano, o departamento del Gran Chaco debido a su ubicación principalmente en la región del Chaco boliviano. Históricamente este territorio ha estado ocupado por los indígenas ava guaraníes desde el año 1200. La propuesta de creación del décimo departamento comenzó en 1983, con el Pacto del Quebracho en la ciudad de Villa Montes.

## Historia

### Época precolonial
La nación ava guaraní pobló el Chaco desde 1200 d. C., se extendió desde el margen del río Paraguay, hacia el sur, hasta el río Bermejo, hacia el occidente, hasta las riberas del río Nuevo Guadalquivir, valle de Tomina y Vallegrande, y por el norte hasta el río Piraí y la Chiquitanía.
Los tubichas (guaraníes de Tomina) sentaron soberanía frente a las arremetidas del inca Tupac Yupanqui, llegando hasta el Ingre, donde fueron derrotados, diezmados por los bravos kereimbas. La actual presencia del pueblo indígena guaraní es un argumento usado a favor de la creación del nuevo departamento, por la consistencia histórica e identitaria que representa.

### Época colonial
Los españoles fueron detenidos en la región denominada Cordillera hasta el año 1800, lo que contribuyó a la independencia de Bolivia en 1825. 

### Época republicana
Posteriormente, con la creación de Bolivia como país independiente, el Chaco boliviano fue dividido entre los departamentos de Santa Cruz y Chuquisaca, que se fundaron el 23 de febrero de 1826. En esa misma fecha se denominó al territorio del Chaco en el departamento de Santa Cruz, provincia Cordillera, con capital en Camiri. En el departamento de Chuquisaca, se le llamó al Chaco provincia de Azero, con capital provincial en Sauces (hoy Monteagudo). El 13 de octubre de 1840 esta provincia fue dividida por decreto supremo en dos: Luis Clavo y Hernando Siles.
El 24 de septiembre de 1831 se creó por decreto supremo el departamento de Tarija durante el gobierno de Andrés de Santa Cruz, y el 12 de agosto de 1876, mediante otro decreto supremo, se reconoció la región del Chaco en la provincia del Gran Chaco y la provincia de O'Connor en este departamento.
En 1892 se dio el enfrentamiento en el Chaco boliviano conocido como la Guerra chiriguana. En el pueblo de Kuruyuki, al mando del líder tapiete Apiaguaiki Tumpa, veinte mil kereimbas se confederaron para expulsar a los karai (blancos) que se encontraban en su territorio. El ejército de Bolivia masacró a 7.000 indígenas guaraníes, huyendo cientos de familias a la Argentina, Paraguay y otros lugares, luego distribuyó esas tierras de los ava guaraníes a nuevos encomenderos, para educarlos en las haciendas (Manuel Vásquez). Apiaguaiki Tumpa murió fusilado el 29 de marzo de 1892.

### SigloXX
Desde 1980, la nación ava guaraní empezó a retornar a su territorio, reconstituyendo sus bases productivas, memoria histórica, y organización política y comunitaria.
Otra de las razones por las que se ha propuesto la creación de un nuevo departamento en el Chaco boliviano, es para tener mayor descentralización con respecto al gobierno central boliviano pero principalmente de los gobiernos departamentales respectivos. En el caso del departamento de Tarija, en abril de 1983, se aprobó la Resolución Prefectural 016/83, que permitió redistribuir el 45% de las regalías por hidrocarburos que percibe el departamento mencionado. Estos recursos pasaron a ser administrados directamente en la provincia del Gran Chaco, mediante una Resolución Prefectural de abril del 2001, refrendada posteriormente por la Ley 3038 del 2005.
En abril de 1983 surgió a través de un movimiento cívico y popular la primera mención de la intención de crear el nuevo departamento, en el Pacto del Quebracho. El Pacto del Quebracho fue firmado por dieciséis comités cívicos en la ciudad chaqueña de Villa Montes. En dicho pacto afirmaron que los chaqueños quieren, por decisión propia, ser otro departamento boliviano. Una de las causas esgrimidas es que el centralismo de las ciudades de Santa Cruz de la Sierra, Sucre y Tarija, así como el centralismo nacional, ahoga sus aspiraciones, y frena su desarrollo. Uno de los motivos que impulsaron el proyecto de departamentización fueron las
reivindicaciones del pueblo guaraní, al igual que otros pueblos indígenas que habitan desde hace siglos en el territorio del Chaco boliviano.

### Actualidad
El 14 de febrero de 2002 se reunieron dirigentes cívicos de las provincias del Chaco boliviano en Camiri, donde el Pacto del Quebracho fue renovado, y decidió con más fuerza hacer efectiva la creación del nuevo departamento, dotado de su bandera e himno Kuruyuki. La bandera del nuevo departamento sería de colores rojo, verde y café. Ese año algunos chaqueños solicitaron al entonces presidente Carlos Mesa un referéndum para consultar a los habitantes del Chaco boliviano la posibilidad de crear un nuevo departamento. Sin embargo, la demanda no fue atendida y fue duramente criticada por los comités cívicos de los tres departamentos involucrados (Santa Cruz, Chuquisaca y Tarija).
En febrero de 2006 la Asamblea del Pueblo Guaraní y un grupo de cívicos del Chaco boliviano aprobaron gestionar ante la Asamblea Constituyente la creación del nuevo departamento chaqueño. Esto implicó la elaboración de un documento suscrito por 36 organizaciones originarias.
El 29 de marzo del mismo año, coincidiendo con el aniversario de la muerte de Apiaguaiki Tumpa, los indígenas guaraníes anunciaron en un acto formalmente la creación del décimo departamento de Bolivia. El acto tuvo lugar en Monteagudo, en presencia de la alcaldesa del municipio de Villa Vaca Guzmán, Janneth Carvallo, y del prefecto del departamento de Chuquisaca, David Sánchez Heredia. Sánchez eludió respaldar abiertamente la iniciativa de la comunidad chaqueña, aunque sostuvo que la propuesta era válida. En abril de ese año un grupo de chaqueños fueron a la Plaza Murillo de La Paz a realizar un acto de celebración y para informar a los medios de comunicación, ciudadanía y al Gobierno de Evo Morales los fundamentos de la creación del décimo departamento. Luego en junio, el diputado por la provincia del Gran Chaco del departamento de Tarija, Wilman Cardozo, presentó a la Cámara de Diputados el proyecto de ley para la creación del nuevo departamento del Chaco boliviano.
En 2007 organizaciones cívicas y políticas de la provincia del Gran Chaco presentaron a la Asamblea Constituyente una propuesta de creación del décimo departamento de Bolivia, a partir de la nueva Constitución Política del Estado. Esta propuesta no se dio, y la nueva Constitución fue promulgada en febrero de 2009.
En agosto de 2017 autoridades y cívicos de la provincia del Gran Chaco anunciaron la conformación de la Comisión Regional del Gran Chaco, con el objetivo de iniciar gestiones ante las instancias competentes a fin de iniciar la creación del décimo departamento. Esto fue en respuesta a la intención de autoridades de los municipios de Padcaya, Bermejo y Entre Ríos, también en el departamento de Tarija, de modificar la Ley 3038 y con ello distribución de la renta petrolera actualmente vigente. El ejecutivo regional de la provincia del Gran Chaco y los ejecutivos de desarrollo de Caraparí y Villa Montes, anunciaron que desde la fecha dejarían de pertenecer a la Asociación de Subgobernadores de Tarija y los alcaldes de los municipios del Gran Chaco se desligarían de la Asociación de Municipios de Tarija (AMT).
En noviembre de 2018 la ciudad de Villa Montes realizó un paro de 24 horas como medida de protesta de esa región en contra del proyecto de Ley de Redistribución de Regalías, que afectaría las regalías por hidrocarburos de la provincia del Gran Chaco. En esa ocasión, una asambleísta de Villa Montes advirtió con reactivar el Pacto del Quebracho para constituir el décimo departamento.

## Divisiones administrativas
La región del Chaco boliviano, perteneciente al Chaco Boreal abarca tres departamentos de Bolivia, que a su vez incluyen cinco provincias y estas 16 municipios:
| Municipio         | Superficie (km²) | Provincia       | Departamento    |
| ----------------- | ---------------- | --------------- | --------------- |
| Monteagudo        | 3 387            | Hernando Siles  | Chuquisaca      |
| Huacareta         | 2 962            | Hernando Siles  | Chuquisaca      |
| Villa Vaca Guzmán | 3 793            | Luis Calvo      | Chuquisaca      |
| Huacaya           | 1 186            | Luis Calvo      | Chuquisaca      |
| Macharetí         | 7 880            | Luis Calvo      | Chuquisaca      |
| Camiri            | 1 036            | Cordillera      | Santa Cruz      |
| Lagunillas        | 1 122            | Cordillera      | Santa Cruz      |
| Charagua          | 71 360           | Cordillera      | Santa Cruz      |
| Cabezas           | 5 058            | Cordillera      | Santa Cruz      |
| Cuevo             | 872,5            | Cordillera      | Santa Cruz      |
| Gutiérrez         | 2 871            | Cordillera      | Santa Cruz      |
| Boyuibe           | 1 660            | Cordillera      | Santa Cruz      |
| Yacuiba           | 3 641            | Gran Chaco      | Tarija          |
| Caraparí          | 3 126            | Gran Chaco      | Tarija          |
| Villa Montes      | 11 784           | Gran Chaco      | Tarija          |
| Entre Ríos        | 5 033            | O'Connor        | Tarija          |
| TOTAL             | 126 771,5        | Chaco boliviano | Chaco boliviano |

Si el departamento del Gran Chaco incluyera los municipios mencionados, la extensión del nuevo departamento sería de 126.771,5 km², similar a la superficie de República de Nicaragua. De crearse el nuevo departamento con todos los municipios mencionados, este se convertiría en el cuarto departamento más grande de Bolivia por superficie, después del departamento de La Paz (133 985 km²).  Así mismo, el nuevo departamento contaría con una población de 340.190 habitantes (según datos del Censo INE 2012).

## Economía

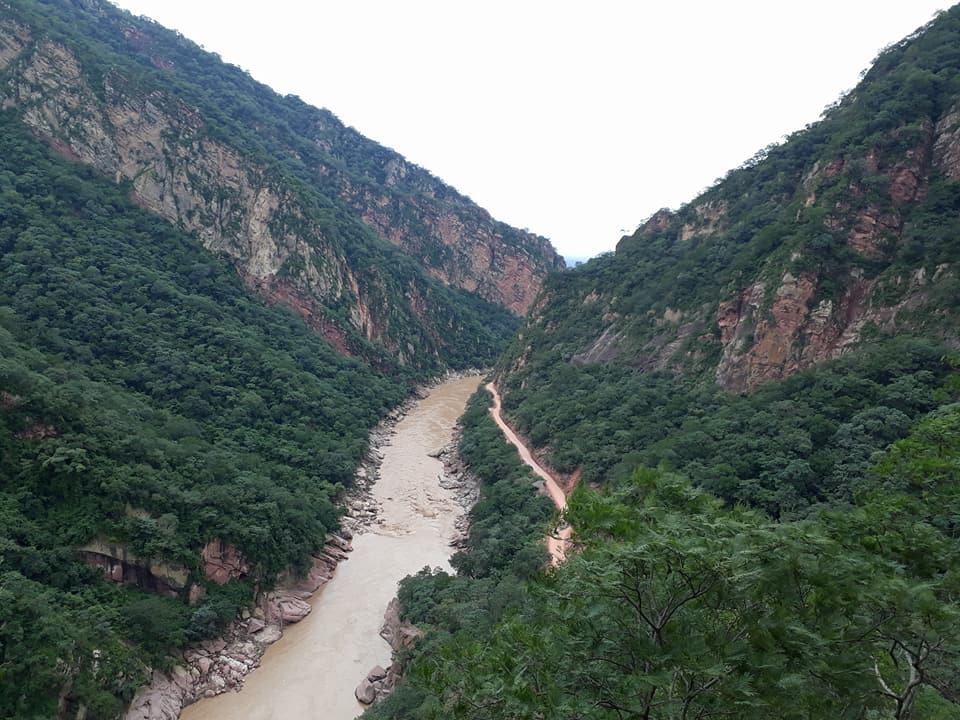
El río Pilcomayo que pasa por medio de la Serranía del Aguaragüe al sur del Chaco boliviano.

Uno de los argumentos para la creación del décimo departamento es que las regiones que lo conformarían habrían sido víctimas del centralismo de las capitales de sus respectivos departamentos, lo que habría impedido su desarrollo económico. En el departamento de Chuquisaca, en las provincias de Luis Calvo y Hernando Siles está su mayor potencialidad hidrocarburífera, y constituyen el 18 % de su territorio, habitadas por tan solo el 10 % de su población departamental. Según los autores del proyecto, en la región chaqueña del país se encuentran más del 80 % de los recursos gasíferos.

## Oposición
La propuesta de departamentización ha sido rechazada por dirigentes cívicos de los departamentos de Santa Cruz, Chuquisaca y Tarija, con sedes en las ciudades de Santa Cruz de la Sierra, Sucre y Tarija respectivamente. En 2004 el entonces líder cívico del departamento de Santa Cruz, Rubén Costas, descartó que el Comité Cívico de Cordillera planteara el tema del nuevo departamento, afirmando que la idea "surgió de la intervención de algunos asistentes". Así mismo, en 2006, el presidente Evo Morales, el presidente del Congreso, y el presidente de la brigada parlamentaria de Tarija, Rodrigo Ibáñez, descartaron la propuesta planteada por los cívicos del Chaco boliviano.